# 小笠原流礼法宗家本部

## 概要
室町時代に確立された小笠原流礼法を惣領家に伝わる古文書を基本として、小笠原忠統は一子相伝の封印を解いて指導を行い、忠統没後は現宗家である小笠原敬承斎によりその教えが受け継がれ、小笠原流礼法を広く普及することを目的として小笠原流礼法本部が設立され、門下生の会員を中心に構成されている。
小笠原流礼法宗家本部に所属する師範により、小学校、中学校、高等学校、大学、専門学校など学校、団体、企業においての指導も行っている。